# Westvleteren Blond
Westvleteren Blond is een van de Westvleteren-bieren, de trappistenbieren uit de huisbrouwerij van de Sint-Sixtusabdij in Westvleteren.
Broeder Filip creëerde het bier in 1999 ter gelegenheid van de opening van de nieuwe verbruikszaal In de Vrede. Het verving de bruine "6" (Dubbel) en ook de blonde "4" (Extra).
De Westvleteren Blond heeft een groene kroonkurk en kreeg pas na verloop van tijd, zoals de overige Westvleteren-bieren, een etiket.
Het bier is een sterk bitter bier met een EBU van 41. Het bier heeft met een EBC van 9 een blonde kleur.
Verder heeft het bier een schijnbare vergistingsgraad van 84% en een oorspronkelijke dichtheid van 1,051.
Het bier wordt niet verkocht aan winkels en horeca. Officieel is het enkel te verkrijgen bij de abdij zelf en in het café In De Vrede tegenover de abdij. Toch vindt het bier soms in kleine hoeveelheden de weg naar winkels en cafés. De monniken kunnen niet altijd aan de vraag voldoen, maar kiezen ervoor om hun brouwerij kleinschalig te houden.
Blond · Zes · Acht · Twaalf